# Crystal (曲)
『crystal』（クリスタル）は、関ジャニ∞の楽曲。2019年3月6日にINFINITY RECORDSから42枚目のシングルとして発売された。

## 概要
- 前作『ここに』から約6か月振りのリリース。
- 2019年9月3日に錦戸亮が関ジャニ∞としての活動を終了した為、本作が6人体制最後のシングル及びCD作品となった。
- 初回限定盤、通常盤、期間限定-多謝台湾-盤[注 2]の3形態で発売。
- 表題曲「crystal」は、ドライブ感あふれるデジタルロックナンバーとなっている[12]。
  - 3作連続、通算14曲目のシングルでのバンド曲である。
  - メンバーの錦戸亮が主演するフジテレビ系月9ドラマ『トレース 〜科捜研の男〜』の主題歌である[12]。
    - 自身が月9ドラマの"テーマソング"を務めるのは『全開ガール』のエンディングテーマである「ツブサニコイ」以来約7年半振りであるが、"主題歌"として起用されるのは今回が初である[10]。

  - 2019年2月18日、自身の公式サイトにて同曲のミュージック・ビデオが公開された[13]。
  - 同年7月6日、日本テレビ系『THE MUSIC DAY』に出演し、同曲が約4か月越しにテレビ初披露された。その後、錦戸の脱退・退所が発表された為、6人揃っての音楽特番への出演はこれが最後となった。
  - 2021年11月17日、自身の10thアルバム『8BEAT』のEighter盤にて、同曲が収録され、約2年半越しにアルバム初収録となった[14]。
    - しかし、同作には『Re:8EST edition』として5人での再録バージョンが収録となるため、原曲の6人バージョンは2024年2月現在アルバム未収録である。
- カップリング「月曜から御めかし」は、週末の休み明けで元気のない人が多いかもしれない月曜日だが、「関ジャニ∞と一緒に週の初めから楽しく過ごそう！」というメッセージの込められた月曜応援ソングとなっている[15]。
  - 同曲は、メンバーの錦戸亮が作詞を担当した楽曲である[15]。
  - 同曲は、メンバーの村上信五がMCを務める日本テレビ系『月曜から夜ふかし』を彷彿させるタイトルとなっている[15]。
- その他、初回限定盤と通常盤のカップリングとして「咲く、今。」を収録[16]。
- 初回限定盤・期間限定-多謝台湾-盤には特典DVDを付属。
  - 初回限定盤には、表題曲「crystal」のミュージック・ビデオとメイキング映像、更に、同MVのメンバー6人それぞれのソロアングルとマルチアングルを収録[16]。
  - 期間限定-多謝台湾-盤には、2018年9月22日・23日に台湾・台北アリーナで開催された自身初の海外公演『KANJANI'S EIGHTERTAINMENT GR8EST in Taipei』のライブ映像を含むダイジェスト映像「台湾メイキング映像」と同ライブ内で行ったバラエティVTR企画「イケメン自己紹介 in Taipei」を収録[16]。
- 2019年2月25日、本作のカップリング「咲く、今。」「月曜から御めかし」の視聴が24時間限定で開始された[17]。
  - この内、「月曜から御めかし」は、24時間で計20万回再生を記録した[15]。
- 2024年1月1日、デビュー20周年を記念し、過去にリリースされた全楽曲が各種音楽ダウンロードサービス、サブスクリプションサービスで配信されることに伴い、表題曲「crystal」がアルバム『8BEAT』の収録曲[注 3]として配信開始され、同年1月31日には本作の全収録曲の配信も開始された[18][19][20]。

### 各形態概要
| 曲名             | 形態 | 形態 | 形態 |
| 曲名             | 初回 | 通常 | 期間 |
| ---------------- | ---- | ---- | ---- |
| 咲く、今。       | ○    | ○    | ×    |
| 月曜から御めかし | ×    | ○    | ×    |

| 特典内容                              | 形態                 |
| ------------------------------------- | -------------------- |
| 特典DVD（詳細は「#特典DVD」を参照）   | 初回限定盤           |
| 特製ホログラムジャケット仕様          | 初回限定盤           |
| 特製歌詞入りフォトブックレット（16P） | 初回限定盤           |
| 特典DVD（詳細は「#特典DVD」を参照）   | 期間限定-多謝台湾-盤 |
| 特製ホログラムジャケット仕様          | 期間限定-多謝台湾-盤 |

## 販売形態
- 発売日：2019年3月6日
  - 初回限定盤（JACA-5766~5767：CD+DVD）
    - 特製ホログラムジャケット仕様
    - 特製歌詞入りフォトブックレット（16P）封入

  - 通常盤（JACA-5768：CD）
  - 期間限定-多謝台湾-盤（JACA-5769~5770：CD+DVD）
    - 特製ホログラムジャケット仕様
- 発売日：2024年1月31日
  - 配信作品
    - デビュー20周年を記念した音楽ダウンロードサービスおよびサブスクリプションサービスでの配信[18][19][20]。

## チャート成績

### シングルチャート順位
- オリコンチャート
  - 初週21.4万枚を売り上げ、2019年3月18日付の「オリコン週間 CDシングルランキング」で週間1位を獲得した[2]。
    - 29作連続、通算37作目のシングル1位となった[2]。

  - 累計232,091枚を売り上げ、2019年3月度「オリコン月間 CDシングルランキング」で月間4位を獲得した[3]。
  - 累計239,946枚を売り上げ、2019年度「オリコン年間 CDシングルランキング」で年間28位を獲得した[4]。
  - 累計239,946ptを記録し、2019年度「オリコン年間 合算シングルランキング」で年間42位を獲得した[5]。
- Billboard JAPAN
  - 初週221,496枚を売り上げ、2019年3月13日公開の「Billboard JAPAN Top Singles Sales」で週間1位を獲得した[7]。
  - 2019年度「Billboard Japan Top Singles Sales Year End」で年間30位を獲得した[8]。

### 各曲チャート順位
- Billboard JAPAN
  - 初週20,531ptを記録し、2019年3月13日公開の「Billboard Japan Hot 100」で表題曲「crystal」が週間1位を獲得した[6]。

## 収録曲

### CD
※は通常盤・配信作品、※※は初回限定盤・通常盤・配信作品のみ収録。
1. crystal - [3:48]
作詞：大西省吾、高木誠司
作曲・編曲：大西省吾
  - フジテレビ系月9ドラマ『トレース 〜科捜研の男〜』主題歌[11]
2. 咲く、今。 ※※ - [3:52]
 作詞：松原さらり
作曲：オカダユータ
編曲：高慶"CO-K"卓史
3. 月曜から御めかし ※ - [3:28]
作詞：錦戸亮
作曲：南田健吾
編曲：Peach
  - メンバーの錦戸亮が制作した楽曲。
4. crystal (オリジナル・カラオケ) ※
5. 咲く、今。 (オリジナル・カラオケ) ※
6. 月曜から御めかし (オリジナル・カラオケ) ※

### 特典DVD

#### 初回限定盤
| #         | タイトル                         | 作詞  | 作曲・編曲 | 時間  |
| --------- | -------------------------------- | ----- | ---------- | ----- |
| 1.        | 「crystal」(Music Clip)          |       |            | 4:02  |
| 2.        | 「crystal」(Making)              |       |            | 19:48 |
| 3.        | 「crystal」(Solo Angle 横山ver.) |       |            | 3:49  |
| 4.        | 「crystal」(Solo Angle 丸山ver.) |       |            | 3:49  |
| 5.        | 「crystal」(Solo Angle 大倉ver.) |       |            | 3:49  |
| 6.        | 「crystal」(Solo Angle 錦戸ver.) |       |            | 3:49  |
| 7.        | 「crystal」(Solo Angle 安田ver.) |       |            | 3:49  |
| 8.        | 「crystal」(Solo Angle 村上ver.) |       |            | 3:49  |
| 9.        | 「crystal」(Multi Angle)         |       |            | 3:49  |
| 合計時間: | 合計時間:                        | 50:33 |            |       |

#### 期間限定-多謝台湾-盤
| #         | タイトル                        | 作詞  | 作曲・編曲 | 時間  |
| --------- | ------------------------------- | ----- | ---------- | ----- |
| 1.        | 「台湾ライブドキュメント映像」  |       |            | 73:54 |
| 2.        | 「イケメン自己紹介 in Taipei①」 |       |            | 4:32  |
| 3.        | 「イケメン自己紹介 in Taipei②」 |       |            | 4:38  |
| 合計時間: | 合計時間:                       | 83:04 |            |       |

| #         | タイトル                         | 作詞  | 作曲・編曲 |
| --------- | -------------------------------- | ----- | ---------- |
| 1.        | 「へそ曲がり」                   |       |            |
| 2.        | 「ER2」                          |       |            |
| 3.        | 「なぐりガキBEAT」               |       |            |
| 4.        | 「ズッコケ男道」                 |       |            |
| 5.        | 「無責任ヒーロー」               |       |            |
| 6.        | 「わたし鏡」(安田章大)           |       |            |
| 7.        | 「torn」(錦戸亮・大倉忠義)       |       |            |
| 8.        | 「パンぱんだ」(横山裕・丸山隆平) |       |            |
| 9.        | 「LOVE & KING」(TAKATSU-KING)    |       |            |
| 10.       | 「I to U」                       |       |            |
| 11.       | 「T.W.L」                        |       |            |
| 12.       | 「イッツ マイ ソウル」           |       |            |
| 13.       | 「好きやねん、大阪。」           |       |            |
| 14.       | 「NOROSHI」                      |       |            |
| 15.       | 「象」                           |       |            |
| 16.       | 「ズッコケ男道」                 |       |            |
| 17.       | 「オモイダマ」                   |       |            |
| 18.       | 「無限大」(北京語ver.)           |       |            |
| 19.       | 「無限大」                       |       |            |
| 合計時間: | 合計時間:                        | 73:54 |            |

## メンバー作
- 錦戸亮
  - 「月曜から御めかし」[注 5]

## 収録作品

### アルバム
crystal
- 10thアルバム『8BEAT』(Eighter盤)

※5人の再録バージョンを収録。

### 映像作品

#### ライブ映像
crystal
- 19thライブDVD/Blu-ray『十五祭』

咲く、今。
- 19thライブDVD/Blu-ray『十五祭』

月曜から御めかし
- 19thライブDVD/Blu-ray『十五祭』

## テレビ歌唱
crystal
- THE MUSIC DAY 2019（2019年7月6日、日本テレビ）